# Оул-Крик (Вайоминг)
Оул-Крик (англ. Owl Creek, Wyoming) — статистически обособленная местность, расположенная в округе Хот-Спрингс (штат Вайоминг, США) с населением в 11 человек по статистическим данным переписи 2000 года.

## География
По данным Бюро переписи населения США статистически обособленная местность Оул-Крик имеет общую площадь в 16,83 квадратных километров, водных ресурсов в черте населённого пункта не имеется.
Оул-Крик расположен на высоте 1722 метра над уровнем моря.

## Демография
По данным переписи населения 2000 года, в Оул-Крике проживало 11 человек, 3 семьи, насчитывалось 4 домашних хозяйства и 11 жилых домов. Средняя плотность населения составляла около 0,7 человек на один квадратный километр. Расовый состав Оул-Крика по данным переписи был исключительно белым.
Из 4 домашних хозяйств в 50,0 % — воспитывали детей в возрасте до 18 лет, 75,0 % представляли собой совместно проживающие супружеские пары, 25,0 % не имели семей. 25,0 % от общего числа семей на момент переписи жили самостоятельно, при этом те же 25,0 % составили одинокие пожилые люди в возрасте 65 лет и старше. Средний размер домашнего хозяйства составил 2,75 человек, а средний размер семьи — 3,33 человек.
Средний доход на одно домашнее хозяйство в статистически обособленной местности составил 38 393 доллара США, а средний доход на одну семью — 27 500 долларов. При этом мужчины имели средний доход в 38 750 долларов США в год против 0 долларов среднегодового дохода у женщин. Доход на душу населения в статистически обособленной местности составил 15 975 долларов в год. 50,0 % от всего числа семей в округе и 43,4 % от всей численности населения находилось на момент переписи населения за чертой бедности, при том все жители, включая 45,5 % младше 18 и старше 65 лет.